# I diari di Nikki
I diari di Nikki (titolo originale Dork Diaries) è una serie di romanzi per ragazzi scritta e illustrata dall'autrice americana Rachel Renée Russell.
Le avventure quotidiane di Nikki, con i suoi diari un po' scritti, un po' disegnati, hanno conquistato milioni di ragazzine in tutto il mondo. Pubblicata negli Stati Uniti da Aladdin Paperbacks, divisione della Simon&Schuster, con il titolo di Dork Diaries, la serie di Rachel Renée Russell è a quota di quindici volumi e ha venduto a oggi oltre 21 milioni di copie nel mondo.
Rachel Renée Russell afferma di aver creato le storie della sua protagonista ispirandosi alle proprie esperienze scolastiche e a quelle delle sue due figlie Erin e Nikki. Erin, la più grande, la aiuta con la storia e Nikki collabora alle illustrazioni.
La serie è rimasta per quasi 200 settimane nella classifica dei bestseller del New York Times, per molte delle quali in prima posizione, con il primo libro della serie nominato come Libro dell'anno secondo il Nickelodeon Kids' Choice Awards.
I diritti della serie sono stati venduti in 37 Paesi e i libri sono stati tradotti in 34 lingue. In Italia la serie I diari di Nikki è pubblicata dalla casa editrice Il Castoro e tradotta da Caterina Cartolano. La Summit Entertainment ha acquisito i diritti cinematografici di Dork Diaries.

## Libri

### I diari di Nikki – La frana
(Data di pubblicazione: ottobre 2010)
Nikki Maxwell ha quattordici anni e comincia a frequentare la scuola media privata di Westchester Country Day. Ma lei non viene da una famiglia ricca come tutti i suoi compagni di classe; al contrario, suo padre lavora come disinfestatore e ha ottenuto per lei una borsa di studio per aver risolto il problema degli scarafaggi che infestavano la scuola. Nikki non si sente a suo agio con i suoi nuovi compagni e preferisce passare il tempo a scrivere il suo diario. Nelle sue pagine si sfoga soprattutto contro la ragazza più popolare della scuola, MacKenzie Hollister, che ha l'armadietto proprio accanto al suo e il cui hobby preferito è rendere la vita di Nikki impossibile.
Per fortuna Nikki riesce anche a farsi delle nuove amiche, Chloe e Zoe e si innamora di un ragazzo di nome Brandon. Ma le cose si mettono di nuovo male quando Nikki decide di partecipare al concorso d’arte della scuola e scopre che la sua principale rivale sarà MacKenzie, pronta a tutto pur di vincere.

### I diari di Nikki – Feste in arrivo
(Data di pubblicazione: ottobre 2011)
Nikki Maxwell spera che Brandon, la sua cotta, la inviti al ballo di Halloween. Ma quando MacKenzie, la sua arcinemica, diffonde la notizia che sarà lei ad andare al ballo con Brandon le si spezza il cuore. Siccome la sera del ballo non ha niente di meglio da fare si lascia convincere dalle sue due migliori amiche, Chloe e Zoe, a entrare nel gruppo che si occuperà delle pulizie, ma accetta anche di dare una mano per la festa di Halloween del gruppo di danza classica della sua sorellina Brianna.
Nikki è molto sorpresa quando Brandon le chiede di andare al ballo con lui e si rende conto che MacKenzie ha mentito. Alla fine accetta, e così si ritrova a dover gestire tre feste nella stessa serata.

### I diari di Nikki – Voglio fare la pop star!
(Data di pubblicazione: ottobre 2012)
Nikki Maxwell ha dei seri problemi a mantenere intatta la sua reputazione. Suo padre è il disinfestatore della scuola e, se qualcuno venisse a saperlo, diventerebbe l’oggetto di innumerevoli prese in giro da parte dei suoi compagni più ricchi. Come se questo non bastasse, una sera Nikki è costretta ad accompagnare la sua sorellina Brianna da Pizza Pazza e si ritrova a doversi esibire con lei sul palco proprio nel momento in cui arriva la sua nemica MacKenzie, che registra un video e lo diffonde su Internet. Inoltre, con un perfido piano, MacKenzie fa in modo che Nikki perda la sua borsa di studio per la WCD, la loro scuola, mettendola in guai seri, poiché i suoi genitori non possono permettersi la retta.
Nel frattempo la WCD, la scuola frequentata da Nikki, organizza un talent show mettendo in palio una borsa di studio per il vincitore. Nikki capisce che questa è la sua occasione per non perdere il posto a scuola e decide di formare una band per partecipare al concorso. Violet, Theo, Marcus e persino Brandon – di cui lei è follemente innamorata – vogliono farne parte, e Nikki ne è entusiasta.

### I diari di Nikki – Avventure sul ghiaccio!
(Data di pubblicazione: ottobre 2013)
Nikki Maxwell scopre che la sua cotta, Brandon, fa volontariato nel rifugio per animali Amici Pelosi, che però rischia di dover chiudere. Nikki, con le sue due migliori amiche Chloe e Zoe, decide di partecipare a una gara di pattinaggio sul ghiaccio per vincere i soldi sufficienti a salvare il rifugio per animali. Ovviamente Mackenzie vuole metterle i bastoni fra le ruote per essere lei a salvare il centro tanto caro a Brandon. Questa volta Nikki dovrà inventarsi qualcosa di davvero vincente per avere la meglio.

### I diari di Nikki – Racconta i tuoi disastri quotidiani
(Data di pubblicazione: maggio 2014)
Nikki Maxwell ha scritto nel suo diario dal giorno in cui è iniziata la scuola e l’ha sempre portato con sé. Ma improvvisamente non riesce più a trovarlo! Mentre lo cerca per tutta la scuola dà alle sue lettrici dei preziosi consigli su come tenere il loro diario, utilissimi anche in casi di emergenza come questo. Chloe e Zoe, le migliori amiche di Nikki, la sua sorellina Brianna, Brandon e la tremenda Mackenzie fanno tutti parte della storia.

### I diari di Nikki – La posta del cuore
(Data di pubblicazione: ottobre 2014)
La rivale di Nikki Maxwell, Mackenzie, inizia a scrivere una rubrica di gossip e quindi Nikki decide di entrare nel giornalino della scuola per tenerla sotto controllo, per evitare che diffonda pettegolezzi maligni sulle persone che più le stanno a cuore. Al giornalino poi lavora anche Brandon, per cui Nikki ha da sempre una cotta.
Nikki finisce per tenere una rubrica di consigli sotto lo pseudonimo di “Signorina-Sapientina” che ha un grandissimo successo, tanto che viene sommersa dalle richieste di aiuto. Per fortuna le sue due amiche Chloe e Zoe sono pronte a darle una mano.

### I diari di Nikki – Il ballo della scuola
(Data di pubblicazione: ottobre 2015)
Gli studenti della WCD stanno organizzando un grande ballo di San Valentino, ma questa volta toccherà alle ragazze invitare i ragazzi. Nikki deve quindi trovare il coraggio per chiedere a Brandon, il ragazzo di cui è innamorata, di andare al ballo con lei. La sua arcinemica Mackenzie, però, fa di tutto per metterle i bastoni fra le ruote, come tappezzare la scuola di orrende fotografie di Nikki.

### I diari di Nikki – Sono in un reality
(Data di pubblicazione: maggio 2016)
Quando Trevor Chase, il famoso produttore televisivo di "Chi vuol essere famoso per 15 minuti?", dice a Nikki di averla scelta per il suo show, lei non riesce a crederci. Sarà la protagonista di un reality show ed è emozionatissima. Ma questo significa anche che tutti i suoi compagni di scuola verranno a sapere tutto della sua vita privata, come il fatto che suo padre lavora come disinfestatore e diventerà difficile anche riuscire a incontrare Brandon, il ragazzo per cui ha una cotta.

### I diari di Nikki - La mia vita da favola!
(data di pubblicazione: maggio 2017)
Cosa è successo a Nikki? Non ricorda più nulla. Sa solo che dopo essere stata colpita in piena faccia da una pallonata lanciata da Mackenzie, si è svegliata in uno strano posto… sembra il Paese delle Favole! Ci sono la Bella Addormentata, Riccioli d’Oro, il Principe Azzurro e perfino la Strega dell’Ovest. Qui però i protagonisti delle fiabe assomigliano alle sue migliori amiche Chloe e Zoe, al bellissimo Brandon e ovviamente alla perfida Mackenzie! Nel Paese delle Favole, Nikki riuscirà ad avere il suo lieto fine o sarà la solita frana?

### I diari di Nikki - La rivincita della mia nemica
(data di pubblicazione: maggio 2018)
OMIODIO! Nikki non trova più il suo diario! Che fine avrà fatto? E se fosse finito nelle mani sbagliate? È proprio così, infatti. Quella strega di Mackenzie ha trovato il diario di Nikki e non ha alcuna intenzione di restituirlo. Anzi! Ha deciso che lo userà per scrivere una volta per tutte la sua versione dei fatti. Siete curiose di scoprire com’è la scuola media vista da una C.M.P. (Carina, Montata e Popolare)

### I diari di Nikki - Sette cuccioli da salvare
(data di pubblicazione: maggio 2019)

### I diari di Nikki - Migliori nemiche per sempre
(data di pubblicazione: maggio 2020)

### I diari di Nikki - Cuori e batticuori
(data di pubblicazione: maggio 2021)

### I diari di Nikki - Buon compleanno!
(data di pubblicazione: maggio 2022)

### I diari di Nikki - Che spettacolo super top!
(data di pubblicazione: maggio 2023)

## Personaggi
Nikki Maxwell
È la protagonista della serie. È arrivata da poco alla Westchester Country Day, la nuova scuola che frequenta grazie a una borsa di studio ricevuta per via del lavoro di suo padre, che fa il disinfestatore e ha ottenuto il posto per la figlia grazie ad alcuni lavori svolti per la scuola. Nikki non si sente a suo agio in questo ambiente fatto di ragazzi tutti provenienti da famiglie ricche e cerca in ogni modo di tenere nascosta la natura del lavoro del padre. Inoltre non sopporta la sua vicina di armadietto, MacKenzie Hollister, una delle ragazze più popolari della scuola. Nikki a scuola è una vera frana, ma poi trova due grandi amiche, Chloe e Zoe e si prende una cotta per Brandon Roberts. Tutte le estati frequenta un campo estivo di arte e non è brava in matematica. Ha una sorellina di sei anni di nome Brianna. Ha i capelli castani che di solito porta raccolti in due codini ed è mancina.
MacKenzie Hollister
È la ragazza più popolare della Westchester Country Day ed è la leader del club delle CMP (Carine, Montate e Popolari). Ha l’armadietto proprio accanto a quello di Nikki. Si veste all’ultima moda, usa borse costose e si mette sempre molto lucidalabbra. Anche lei ha una cotta per Brandon Roberts. MacKenzie non sopporta Nikki e spesso diffonde pettegolezzi su di lei nel tentativo di rovinarle la vita con l’aiuto della sua amica Jessica. È bionda, ricca, viziata ed egocentrica e ha una sorellina di nome Amanda.
Chloe Christina Garcia
È la migliore amica di Nikki. Chloe è un’avida lettrice e dichiara di essere ferratissima in materia di ragazzi e storie d’amore. Lavora nella biblioteca insieme a Nikki e Zoe e a scuola fa parte del gruppo degli impopolari. I suoi genitori possiedono un’azienda di software.
Zoeysha "Zoe" Ebony Franklin
È la migliore amica di Nikki. È molto intelligente e anche un’avida lettrice che adora i libri di auto-aiuto. Per questo dichiara di essere un’esperta in psicologia. Zoe lavora in biblioteca con Nikki e Chloe. Sua madre è avvocatessa e i suoi genitori sono divorziati.
Brandon Roberts
È il ragazzo per cui Nikki e MacKenzie hanno una cotta. Non è affascinato da MacKenzie come il resto della scuola e preferisce passare in suo tempo con Nikki. Nel secondo diario la invita al ballo. Nei libri è descritto come “carinissimo”, con capelli mossi e occhi marroni. Brandon fa il fotografo per il giornalino della scuola. Nel libro I diari di Nikki – Voglio fare la pop star! si scopre che suona la batteria e si unisce alla band di Nikki. I suoi genitori sono morti prima dell’inizio della serie e lui vive con i nonni. Ama molto gli animali.
Brianna Lynn Maxwell
La pestifera sorellina di Nikki. Ha sei anni ed è terrorizzata dalla fata dei denti perché Nikki le ha raccontato che le fate raccolgono i denti dei bambini per fare le dentiere delle persone anziane. Ha un’amica di nome “signorina Penelope”, che non è altro che la sua stessa mano con una faccina disegnata a penna.
Jessica Hunter
È la seconda ragazza più popolare della scuola e la migliore amica di MacKenzie. Non sopporta Nikki ed è perfida con lei. Jessica ha i capelli biondi e adora il rosa.
Violet Baker
È la ragazza più popolare fra le impopolari. È su una sedia a rotelle e nel libro I diari di Nikki – Voglio fare la pop star! si scopre che suona il piano.
Theodore L. Swagmire III
Fa parte dei ragazzi impopolari alla WCD ed è amico di Nikki. Ha una cotta per Mackenzie. A scuola è un secchione e in I diari di Nikki – Voglio fare la pop star! scopriamo che suona la chitarra. Spera, un giorno, di poter andare a Hogwarts.
Marcy
Nikki conosce Marcy attraverso la rubrica della “signorina Sapientina”. Marcy invia alla signorina Sapientina delle lettere anonime in cui rivela di essere nuova a scuola, che alcune ragazze la prendono in giro e che non riesce a farsi degli amici. Nikki cerca di capire di chi si tratta e, quando la trova, la invita alla festa di compleanno di Brandon, dove Marcy si diverte moltissimo.
Amanda Hollister
La sorellina di Meckenzie che a differenza sua è molto dolce, è la migliore amica di Brianna e ha spifferato alcuni dei segreti di sua sorella a Nikki

## Edizioni
- Rachel Renée Russel, I diari di Nikki – La frana, Editrice Il Castoro, 2010, ISBN 9788880335535.
- Rachel Renée Russel, I diari di Nikki – Feste in arrivo, Editrice Il Castoro, 2011, ISBN 9788880336068.
- Rachel Renée Russel, I diari di Nikki – Voglio fare la pop star!, Editrice Il Castoro, 2012, ISBN 9788880336563.
- Rachel Renée Russel, I diari di Nikki – Avventure sul ghiaccio!, Editrice Il Castoro, 2013, ISBN 9788880337515.
- Rachel Renée Russel, I diari di Nikki – Racconta i tuoi disastri quotidiani, Editrice Il Castoro, 2014, ISBN 9788880338192.
- Rachel Renée Russel, I diari di Nikki – La posta del cuore, Editrice Il Castoro, 2014, ISBN 9788880338857.
- Rachel Renée Russel, I diari di Nikki – Il ballo della scuola, Editrice Il Castoro, 2015, ISBN 9788869660252.
- Rachel Renée Russel, I diari di Nikki – Sono in un reality, Editrice Il Castoro, 2016, ISBN 9788869660856.
- Rachel Renée Russel, I diari di Nikki – La mia vita da favola!, Editrice Il Castoro, 2017, ISBN 9788869661983.
- Rachel Renée Russel, I diari di Nikki – La rivincita della mia nemica, Editrice Il Castoro, 2018, ISBN 9788869663154.